# Евентије и Максим
Еввентије (Јувентинус) и Максим (Максимин) су ранохришћански мученици, пострадали око 361-363. године.
Свети мученици Евентије и Максим били су штитоноше (телохранитељи) последњег паганског римског цара Јулијана Одступника. Током свог боравка у Антиохији, пагански цар је смислио начин да идентификује тајне хришћане и, желећи да их учини учесницима у својим паганским ритуалима приношења жртава, наредио је својим стражарима да деле крв животиња жртвованих паганским божанствима, и стражари су требали да демонстративно пошкропе храну на пијацама и воду у локалним бунарима.
Већина војника је мирно извршила наређење, али су се свети Евентије и Максим успротивили овом указу, па су, присутни на гозби са осталим војницима, са тугом говорили са њима о безакоњу царевом и понављали речи света три младића, некада изговорене у Вавилону:
„И предаде нас у руке безаконих непријатеља, најомраженијих отпадника, и неправедном и најзломећем цару на целој земљи“ (Дан. 3:32).
— Књига пророка Данила, 3:32
Ујутру су Евентије и Максим били доведени цару Јулијану и на питање да ли су говорили такве речи, они су одговорили потврдно и, понављајући исте речи, осудили су га и замерили му због његовог отпадништва.
Побеснели цар је наредио хапшење Евентија и Максима, а сва њихова имовина (чак и одећа) им је заплењена. Када им је наређено да их голе одведу у тамницу, мученици су отишли без стида, али са радошћу. Прво су их немилосрдно тукли, а затим бацили у затвор.
Мученици су убијени, супротно традицији, у поноћ, како не би дали повода хришћанима да се поносе храброшћу исповедника.
Свети Јован Златоусти, који је проповедао о овим мученицима 20 година после њихове смрти, знао је за њих да је цар био обавештен да су ови хришћани критиковали обнављање паганских приноса:
„Вреди ли после овога уопште живети, дисати и гледати у ово сунце, када се газе свети закони, вређа побожност, срамота обичан Господар створења, када је све испуњено смрадом и димом нечистих жртава, а не можемо ни да удишемо чист ваздух?“ — Јован Златоусти
Дани сећања: 18. септембар (5. септембар), 22. октобар (9. октобар).